# The Animal Kingdom
The Animal Kingdom (distribuito nel Regno Unito col titolo alternativo The Woman in His House) è un film statunitense del 1932 diretto da Edward H. Griffith e tratto dalla commedia omonima di Philip Barry andata in scena a Broadway, dove aveva debuttato il 12 gennaio 1932 al Broadhurst Theatre con protagonista Leslie Howard (anche produttore del lavoro teatrale).
Interpreti principali del film sono Leslie Howard, Ann Harding, Myrna Loy, William Gargan, Ilka Chase e Neil Hamilton. Howard, Gargan e Chase facevano parte anche loro del cast originale della commedia. Il film rappresentò un'importante occasione nella carriera cinematografica di Myrna Loy, fino ad allora costretta in ruoli di vamp esotica e orientaleggiante, consentendole di diventare in breve tempo una star della commedia sofisticata.
Il film è entrato in pubblico dominio negli Stati Uniti nel 1960, per il mancato rinnovo del copyright dopo 28 anni dalla pubblicazione.
Nel 1946, la Metro-Goldwyn-Mayer realizzò una nuova versione cinematografica della commedia, col titolo ...E un'altra notte ancora (One More Tomorrow), diretta da Peter Godfrey e interpretata da Ann Sheridan, Dennis Morgan, Alexis Smith e Jack Carson.

## Trama

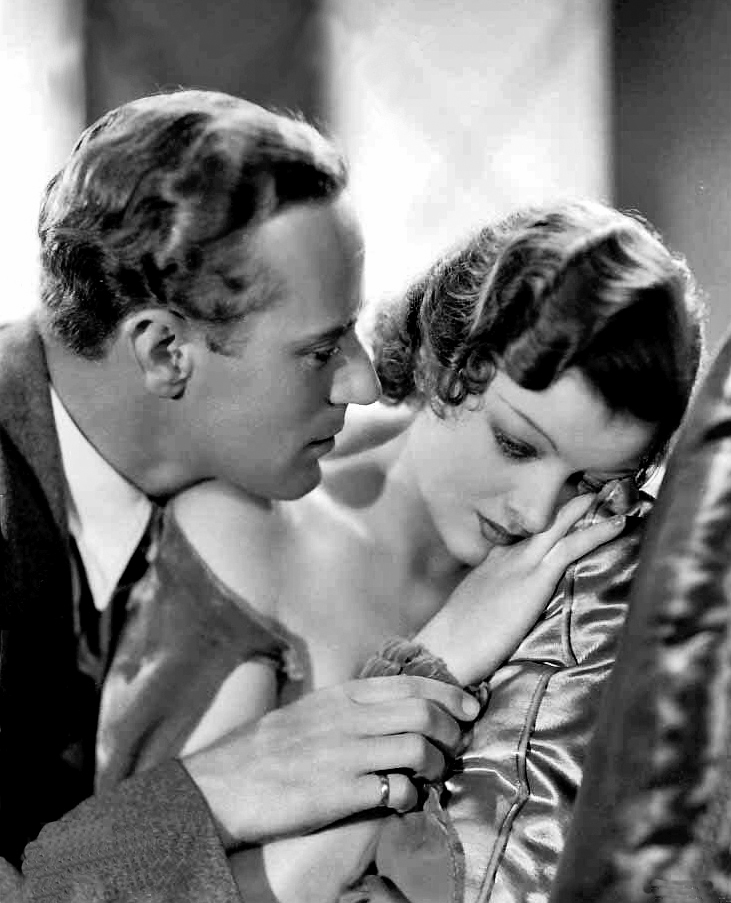
Leslie Howard e Myrna Loy in una scena

Il giovane editore Tom Collier ha deciso di sposare Cecelia Henry: l'annuncio sorprende il padre di Tom, al corrente della relazione che lega da tempo suo figlio a Daisy Sage, promettente artista. La stessa sera in cui si festeggia il fidanzamento, un messaggio annuncia a Tom il ritorno di Daisy dal viaggio in Europa. Tom si reca subito da lei, ma prima di poterle dare la notizia del suo fidanzamento, Daisy gli annuncia di aver deciso di dedicarsi alla pittura e di desiderare il matrimonio e dei figli. Tom non rinuncia all'idea di sposare Cecelia, ma insiste perché lui e Daisy restino amici, ma la sua ex compagna è profondamente ferita e rifiuta di accettare il compromesso.
Qualche mese dopo, Tom e Cecelia sono ormai sposati. Cecelia riesce a convincere il marito a licenziare il maggiordomo "Red" Regan, un ex pugile al quale Tom è legato da amicizia; Tom è molto dispiaciuto, ma Red si è reso conto dell'antipatia che Cecelia ha per lui, e informa l'amico di aver avuto un'altra offerta di lavoro. Tom legge l'annuncio dell'apertura della prima mostra di Daisy. Desideroso di non mancare all'evento cerca di convincere Cecelia ad accompagnarlo, ma la moglie si rifiuta ed usa tutte le sue arti seduttive per trattenere il marito a casa. Ciò nonostante, qualche giorno dopo Tom va a trovare Daisy e cerca di riallacciare l'amicizia con lei. Daisy accetta i suoi inviti, ma subito dopo, rendendosi conto di essere ancora innamorata di lui, decide di partire. Mentre è lontana, riceve l'invito di Cecelia alla festa per il compleanno di Tom. L'idea di Cecelia, che ha invitato tutti i vecchi amici di Tom e Daisy, è quella di sottolineare la differenza fra il suo mondo raffinato e l'ambiente bohémien di cui Daisy fa parte. Ma il trucco non funziona: Daisy rimprovera a Tom di aver abbandonato l'editoria di qualità per vendere romanzi commerciali, e prima di lasciare la festa assiste ad una conversazione intima fra Cecelia e Owen, suo vecchio innamorato e avvocato di Tom, durante la quale Cecelia preme perché Tom sia convinto a vendere la casa editrice.
Il padre di Tom insiste perché il figlio e la moglie si trasferiscano in casa sua, ma Tom si oppone. Cecelia, indispettita per il rifiuto del marito di cedere alle pressioni paterne, dapprima lo chiude fuori della camera da letto, poi tenta ancora di plagiarlo usando l'arma della seduzione. Ma Tom, che ormai vede con chiarezza la vera personalità della moglie, la lascia per andare a raggiungere Daisy a New York.

## Produzione
Il film fu prodotto dalla RKO Radio Pictures.

## Distribuzione
Il copyright del film, richiesto dalla RKO Radio Pictures, Inc., fu registrato il 23 dicembre 1932 con il numero LP3643.